# 수산초등학교 (경남)
수산초등학교는 대한민국 경상남도 밀양시에 있는 공립 초등학교이다.

## 학교 연혁
- 1945년 6월 14일 수산국민학교 개교
- 1983년 교육부선정 새마을 우수학교
- 1984년 도지정 교육방송 시범학교
- 1987년 도지정 과학교육 선도시범학교
- 1989년 교육부지정 음악과 연구학교(1989-1991)
- 1992년 도선정 음악과 우수학교
- 1997년 도선정 과학교육 종합 우수학교
- 1998년 도지정 자연과학교육 시범학교
- 1999년 명례초등학교 본교에 통합
- 2000년 교육부지정 교육과정 연구학교(2000-2001)
- 2002년 도지정 교육과정 자율시범학교
- 2004년 도선정 학교평가 우수학교
- 2005년 도지정 청소년자원봉사 시범학교
- 2006년 도지정 인권교육 시범학교
- 2007년 도지정 인권교육 시범학교
- 2009년 도지정 전통문화교육 시범학교
- 2010년 경상남도교육청 선정 학교평가 우수학교
- 2011년 경상남도교육청 교육과정 우수학교 선정
- 2011년 경상남도교육청 특색과제 우수학교 선정
- 2012년 수산초등학교 하남대사분교장 개편
- 2012년 타부처 지정 통일교육 시범학교(2012-2013)
- 2012년 전국 100대 교육과정 우수학교 선정
- 2013년 2월 28일 수산초등학교 하남대사분교장 본교에 통합
- 2013년 9월 1일 제21대 정복린 교장 부임
- 2014년 2월 28일 백산초등학교 본교에 통합
- 2014년 체육활성화 우수학교 선정
- 2014년 꿈나르미학교 선정
- 2014년 2월 17일 제66회 졸업식(누계 9,066명)
- 2015년 교육부지정 안전교육 시범학교

## 통폐합 학교
- 하남대사분교장
- 백산초등학교
- 명례초등학교

## 참고 자료
- 수산초등학교 - 한국교육학술정보원 학교알리미